# Samurai 8: la leyenda de Hachimaru
Samurái 8: la leyenda de Hachimaru (サムライ8 八丸伝 Samurai Eito: Hachimaruden?) es una serie de manga escrita por Masashi Kishimoto e ilustrada por Akira Ōkubo. La historia está ambientada en un mundo que combina ciencia ficción con elementos tradicionales japoneses, y está protagonizada por Hachimaru, un joven samurái parte cíborg que recorre el mundo junto con su maestro, un guerrero legendario con apariencia de gato, a fin de hacerse con un objeto que contiene poderes divinos.
Para esta obra se apostó por la yuxtaposición de dos conceptos que a Kishimoto le interesaban pero que difieren entre sí: ciencia ficción y samuráis. Fue muy publicitada, ya que el autor venía de escribir uno de los mangas más populares de la historia, Naruto. De la ilustración se hizo cargo un antiguo asistente del mangaka, Akira Ōkubo, y el papel de editor lo ocupó Hikaru Taguchi. La publicación del primer capítulo ocurrió el 13 de mayo de 2019 en la revista semanal Shōnen Jump, de la editorial japonesa Shūeisha.
La serialización se canceló producto de las ventas insuficientes tras emitir 43 capítulos, el último de los cuales se publicó el 23 de marzo de 2020. El material se recopiló en cinco volúmenes tankōbon. La edición para España corrió a cargo de Planeta Comics. El manga fue objeto de críticas mayormente negativas de los especialistas, centradas en el ritmo, en errores de continuidad y en la abundante exposición de información desde los primeros capítulos. Como es de suponer, se lo comparó con Naruto, pero en malos términos.

## Argumento

### Sinopsis
La ambientación es futurista, por más que no se especifique el año en que se desarrolla la historia, y toma lugar en un mundo donde existen samuráis mitad cíborgs. Estos son guerreros sumamente poderosos que han trascendido su humanidad y, ahora que llevan el alma dentro de una carcasa, son capaces de viajar por el espacio exterior. Existen también personas entrenadas como tal pero que aún no se consideran samuráis: los «bushi», quienes deben cometer seppuku para recibir el nuevo cuerpo y poder viajar entre mundos. Cada uno tiene la habilidad de fusionarse con un pequeño dispositivo llamado «Locker Ball», además de contar con un «Key Holder», un animal capaz de convertirse en su armadura. En el caso de que el samurái quiera completar la «Trinidad» y, por ende, conseguir la mayor fuerza posible, es necesario que se haga con una «princesa». Las susodichas son sacerdotisas capaces de generar sinergia con el guerrero en cuestión, siempre y cuando exista un «nexo sincero» entre los dos.
En ese contexto, Hachimaru es un adolescente debilucho a tal punto que, para sobrevivir, se abastece de un aparato mecanizado que su padre le confeccionó. Como no puede salir de casa, su vida cotidiana consiste en jugar videojuegos de realidad virtual, situación que lo frustra existencialmente, pero que no le impide fantasear con la idea de convertirse en samurái algún día y partir hacia otra galaxia a tener aventuras. Hachimaru tiene de mascota un perro robot que en una ocasión trae consigo un muñeco Daruma que, en realidad, es un samurái de leyenda que decide enseñar al protagonista el bushidō, pues asegura que este tiene un alma excepcionalmente poderosa que otros personajes querrán robar y utilizar como arma. Daruma se encuentra en medio de una misión para localizar las siete llaves que abren la «caja de Pandora», un artefacto que alberga el poder de los dioses creadores de la galaxia; cada una está en posesión de un samurái.
En el momento en que un rōnin se presenta en la casa para atacarlo, el joven comete seppuku por extorsión de este último; no obstante, entra en contacto con una Locker Ball y de esta forma se trasforma en samurái, proceso que lo libra de su discapacidad. En un intento de emular a su ídolo, Fudō Myō-ō, Hachimaru se une a Daruma y parte en búsqueda de las llaves. Durante las aventuras irá conociendo a diferentes personajes, como es el caso de Nanashi, un individuo desamparado que se le une temporalmente, o el de Ann, quien irá cumpliendo el papel de acompañante femenina del protagonista.

### Estilo y temáticas
La obra toma elementos inspirados en el Wa, un concepto japonés ligado a la búsqueda del bien común por encima de los intereses del individuo. De primera intención, Kishimoto quiso tratar asuntos de gran significancia en la época en que concibió el manga, tales como las enfermedades infantiles —plasmado en Hachimaru— o la llamada moda «genderless», reflejada en los niños que aparecen en los capítulos dos y tres. Está enfocado además en las relaciones familiares y en cómo los sentimientos van mutando con el tiempo. Esto se aborda a través del protagonista y de su padre, una figura autoritaria que, sin embargo, se desvive por el muchacho. Por otro lado, Hachimaru es presentado como un «mocoso mimado» que no soporta a este último, pero paulatinamente entra en cuenta de todo lo que su padre ha hecho por él y madura como personaje.
El propio autor reconoció aspectos de esta obra que se engranan con la temática planteada en Naruto, tales como la amistad, la conexión entre maestro y alumno, o los mencionados lazos familiares. A modo de reflexión, afirmó que trataría de abordar el amor en todas sus publicaciones, un tema con el que la mayoría de los lectores podrían identificarse. Asimismo, para este manga prefirió captar la atención de los niños, aquellos que «no tienen nada más que muchas restricciones y pocas libertades», ya que no le interesa escribir historias para «adultos que ya lo tienen todo». Justamente en clave de esa connotación infantil, el mundo de Samurai 8 está plagado de animales antropomórficos y de personajes casi invencibles, capaces de respirar en el espacio exterior, algo que rememora obras como Tekkaman Blade. Desde los primeros compases de la historia, los elementos científicos de la sociedad son ricos en tecnicismos.

## Personajes
El protagonista y quien da título al manga es Hachimaru, un joven que desde su nacimiento tiene el cuerpo y el sistema inmunológico sumamente frágiles; el simple hecho de consumir alimentos sólidos puede afectarlo. Lo único que lo mantiene con vida es conectarse a tiempo completo a un soporte vital, lleno de tubos y de piezas de todo tipo, diseñado por su padre, quien trabaja incesantemente para darle una buena calidad de vida. Pronto se suma a la historia Daruma —o Darma—, un samurái ciego con aspecto de gato, cuya personalidad oscila entre la sabiduría y la torpeza. A medida que el maestro y el alumno salen al mundo, se encuentran con figuras como Nanashi, un individuo no binario que nunca ha sociabilizado, atraviesa una crisis de identidad y se comunica con las manos, cada una de las cuales se refiere a sí misma con un pronombre distinto. Por su lado, el papel de interés amoroso recae en una joven llamada Ann, que se desempeña como aprendiz de princesa y que está destinada a acompañar a Hachimaru. Ambos personajes se comprenden mutuamente, pero este aspecto no llegó a desarrollarse en profundidad debido a la cancelación de la serie.

## Producción
El 20 de agosto de 2015, a poco menos de un año de haber concluido su obra magna, Naruto, Masashi Kishimoto dio a conocer que estaba trabajando en un proyecto de ciencia ficción, para el que ya tenía preparado los diseños de personajes. Decidió explorar este género porque le proveía un abanico de posibilidades, junto con la oportunidad de contar una historia entretenida En esa ocasión, adelantó que el protagonista sería distinto a cualquier otro hasta entonces visto en la industria del manga y que planeaba buscar una revista de periodicidad mensual para publicar el material, puesto que la labor semanal en Naruto le había provocado tensión muscular.
En virtud de su afición por la ciencia ficción, a la vez que por la cultura y la estética tradicional japonesa, compaginó ambos elementos a la hora de esbozar el manga. El creador eligió escribir sobre samuráis, porque son figuras con un estricto código moral que «demuestran con acciones de qué están hechos, no con palabras», y convocó a su antiguo asistente, Akira Ōkubo, con el fin de que lo acompañara en la ilustración. El editor que los supervisó fue Hikaru Taguchi, quien afirmó que el «cálido» estilo de dibujo de Ōkubo reforzaba la idea que se tenía de la obra: una historia ciberpunk «gentil, suave y positiva», alejada de los típicos mangas de ciencia ficción, mucho más complejos de asimilar.
Durante el desarrollo se presentaron dificultades en la construcción del universo ficticio, dada su amplitud, y a la hora de establecer qué tipo de jerga usarían los personajes en un mundo como ese. En opinión de Taguchi, a ello se sumó el inconveniente de la ambientación en el espacio exterior y la condición del protagonista, samurái a la vez que máquina, lo que deja de manifiesto «la amplitud y la complejidad que alcanza [Samurai 8]». Con respecto a este, Kishimoto lo perfiló como un personaje con quien el público fácilmente podría identificarse: un niño que juega videojuegos en línea diariamente y que fantasea con convertirse en un guerrero.
A fecha de agosto de 2016, el formato seguía sin especificarse, pero el autor comunicó en Jump Giga que ya había realizado todas las investigaciones necesarias para el proyecto y que quizás haría el anuncio oficial ese año. No obstante, los primeros detalles no se revelaron hasta diciembre de 2017, durante el panel de Boruto: Naruto Next Generations en Jump Festa, donde se expusieron varias ilustraciones. En diciembre de 2018, nuevamente en el marco de Jump Festa, se confirmó que Samurai 8: la leyenda de Hachimaru se serializaría en Shōnen Jump, mientras que el 27 de abril de 2019 se publicó en esa magacín una vista previa de la historieta, que constaba de cuatro páginas, una de las cuales estaba coloreada. La idea era que la historia tuviera una extensión de diez volúmenes compilatorios.

## Publicación
El primer capítulo, «Tsu-me no Kagi» (つめの鍵?  lit. «La primera llave»), consta de 72 páginas y se publicó por primera vez el 13 de mayo de 2019, hecho que lo convirtió en la primera serialización de Shōnen Jump en la entrante era Reiwa. Los dos primeros volúmenes en formato tankōbon se lanzaron al mercado japonés el 4 de octubre de 2019, física y digitalmente. El manga no logró afianzarse entre el público de la revista y fue cancelado a menos de un año de la primera edición, momento en el que llevaba 43 capítulos. Shōnen Jump ya había prescindido prontamente de otros mangas, pero este caso resultó sorprendente para el público, dada la repercusión con la que Kishimoto se había hecho tiempo atrás. En opinión del medio Game Rant, obras de Shōnen Jump como My Hero Academia, Black Clover, Kimetsu no Yaiba, Jujutsu Kaisen y Chainsaw Man posiblemente acapararon las ventas y afectaron la publicación de Samurai 8. Kishimoto consiguió esbozar un cierre para la historia y el último capítulo, titulado «Pandora no Hako» (パンドラの箱?  lit. «La caja de Pandora»), que fue publicado el 23 de marzo de 2020. La edición de este y otros treinta títulos se retrasó en virtud de la pandemia de coronavirus, por lo que el lanzamiento del volumen final, el quinto, se efectuó el 13 de mayo de ese año.
Los derechos de la obra corren a cargo también de Viz Media, que la adaptó al idioma inglés y la publicó simultáneamente. El lanzamiento de los tomos compilatorios se efectuó entre el 20 de marzo de 2020 y el 2 de febrero de 2021. En mayo de 2019, los medios Mision Tokyo y Ramen para Dos anunciaron que una editorial española acababa de licenciar Samurai 8, pero debieron transcurrir dos meses para confirmar que la compañía en cuestión era Planeta Comics. El primer volumen recopilatorio salió al mercado el 15 de octubre de ese año, con un importante descuento como motivo del lanzamiento, marcando además un precedente, puesto que por primera vez el mismo manga se publicó en España y en Japón casi simultáneamente, con traducción de Carlos Albert Mingo Gómez de Celis. En el país europeo se editó también una versión digital, aunque mucho más tarde; el primer tomo se publicó a mediados de 2023.
| Lista de volúmenes | Lista de volúmenes   | Lista de volúmenes     | Lista de volúmenes       | Lista de volúmenes     |
| #                  | Fecha de publicación | ISBN                   | Fecha de publicación     | ISBN                   |
| ------------------ | -------------------- | ---------------------- | ------------------------ | ---------------------- |
| 1                  | 4 de octubre de 2019 | ISBN 978-4-08-882022-4 | 22 de octubre de 2019    | ISBN 978-8-491-74008-7 |
| 2                  | 4 de octubre de 2019 | ISBN 978-4-08-882082-8 | 18 de febrero de 2020    | ISBN 978-8-413-41145-3 |
| 3                  | 4 de enero de 2020   | ISBN 978-4-08-882175-7 | 22 de septiembre de 2020 | ISBN 978-8-413-41146-0 |
| 4                  | 4 de marzo de 2020   | ISBN 978-4-08-882227-3 | 27 de enero de 2021      | ISBN 978-8-413-41147-7 |
| 5                  | 13 de mayo de 2020   | ISBN 978-4-08-882281-5 | 24 de marzo de 2021      | ISBN 978-8-413-41586-4 |

## Recepción
Como introducción, se puede mencionar que de la obra inmediatamente anterior de Kishimoto, Naruto, había vendido unas 250 000 000 de copias —a fecha de 2019—, cifra que lo alza entre los mangas más vendidos de la historia. En consecuencia, el siguiente trabajo del autor generó una vasta expectativa en los conglomerados de prensa y en el público. Por más que esto inicialmente impulsó el rendimiento comercial, no se logró mantener la atención de los lectores por mucho tiempo, y un ejemplo de ello son los primeros tres volúmenes recopilatorios, que en materia de ventas fueron ampliamente superados por la competencia interna de Shōnen Jump. De esta manera, la cantidad de ejemplares de Samurai 8 adquiridos por el público estuvo «demasiado lejos de las cifras a las que Kishimoto estaba acostumbrado en la época de Naruto». Danny Guan, del sitio web Game Rant, opinó que el manga fracasó debido, entre otras cuestiones, a que la historia constantemente se ve interrumpida por exposición de información. Ello no fue óbice para que figurara en la Convención Internacional de Cómics de San Diego de 2019, donde cinco profesionales realizaron un listado sobre los mejores y los peores mangas del año, que incluyó varias categorías. De acuerdo con la periodista especializada en cómics Megan Peters, Samurai 8 fue el mejor manga nuevo orientado a niños/adolescentes.
La reseña de Anime News Network del primer volumen quedó a cargo de Rebecca Silverman, a quien le llamó la atención el enfoque infantil del mismo, algo que lo diferenciaba del resto de obras shōnen publicadas en ese momento. En ese sentido, elogió a Kishimoto por crear un manga que podría resultarle interesante tanto al público infantil como al adulto, y por haber tomado características de la literatura infantil y aun así haber mantenido cierta originalidad. Por otra parte, detectó deficiencias en la continuidad, como el que Hachimaru y su padre ni siquiera se despiden cuando el primero emprende sus aventuras, cuando la relación entre ambos había tenido una importancia vital hasta entonces. Para la crítica de AIPT Comics, Jordan Richards comparó el primer tomo con el de Naruto y la conclusión fue que Samurai 8 «dejó mucho que desear», puesto que en las páginas iniciales halló excesivas explicaciones del trasfondo de la historia. En su opinión, esto fue perjudicial, porque dio lugar a que los lectores no pudieran seguir el ritmo ni entender la trama completamente. Richards afirmó que Daruma es un personaje funcional justamente para la exposición, pues siempre que aparece se encarga de trasmitir datos sobre el mundo de la serie. Además, y al igual que Silverman, mencionó que la despedida entre padre e hijo es desilusionante, ya que no hubo crecimiento de personaje alguno en Hachimaru. No obstante, rescató algunos puntos positivos: Nanashi le pareció «intrigante y con mucho potencial» y el arte de Okubo, «bonito y distintivo».
Timothy Donohoo, de Comic Book Resources, trazó un paralelismo entre este manga y el último material que Kishimoto había concebido, el arco de la guerra de Naruto, y notó que comparten un problema: el aumento de poder desmesurado y repentino de los personajes. Por ejemplo, le pareció absurdo que Hachimaru sea capaz de derrotar con cierta facilidad a villanos muy fuertes ya en los primeros compases de la historia. Juzgó negativamente también el hecho de que prontamente la obra se traslada al espacio exterior, antes de siquiera profundizar en los personajes, y de que se haya preferido explicar las reglas del mundo en vez de construir primero un escenario interesante. Donohoo afirmó que todo ello hace que el ritmo sea «terrible». Mucho más alentadora fue la reseña de Leroy Douresseaux para ComicBookBin, donde elogió al protagonista por su determinación, rasgo que para él comparte con Naruto Uzumaki, y por su inocencia. Además, etiquetó de «magnífico» al arte de Ōkubo, al que comparó con el trabajo de Jean Giraud, aunque más detallado.